# Негова
Негова (словен. Negova) је насељено место у општини Горња Радгона, Помурска регија, Словенија.

## Историја
До територијалне реорганизације у Словенији била је у саставу старе општине Горња Радгона.

## Становништво
У попису становништва из 2011. године, Негова је имала 347 становника.
| Број становника према пописима | Број становника према пописима | Број становника према пописима |
| ------------------------------ | ------------------------------ | ------------------------------ |
| 1991                           | 2002                           | 2011                           |
| 336                            | 329                            | 347                            |

## Галерија
- дворац "Неговски град"
- кип Светог Карла Боромејског
- Плојева капелица
- знамење
- стуб